# 1788
1788 (MDCCLXXXVIII) a fost un an bisect al calendarului gregorian, care a început într-o zi de luni.

## Evenimente
- 26 ianuarie: Colonizarea continentului Australia de către englezi.

## Arte, știință, literatură și filozofie
- Sibiu: Se înființează primul teatru de pe teritoriul actual al României.

## Nașteri
- 8 ianuarie: Pavel Kiseleff, general rus, guvernator al Principatelor Române (1829-1834), (d. 1872)
- 22 ianuarie: George Gordon Byron, poet englez (d. 1824)
- 22 februarie: Arthur Schopenhauer, filosof german (d. 1860)
- 24 februarie: Johan Christian Dahl, pictor norvegian (d. 1857)
- 1 martie: Gheorghe Asachi, cărturar și scriitor român de origine armeană (d. 1869)
- 8 martie: Antoine Cesar Becquerel, fizician francez (d. 1878)
- 2 august: Leopold Gmelin, chimist german (d. 1853)

## Decese
- 28 noiembrie: Karl Christian, Prinț de Nassau-Weilburg, 53 ani (n. 1735)
- 14 decembrie: Carol al III-lea, 72 ani, rege al Spaniei (n. 1716)